# Miho Hazama

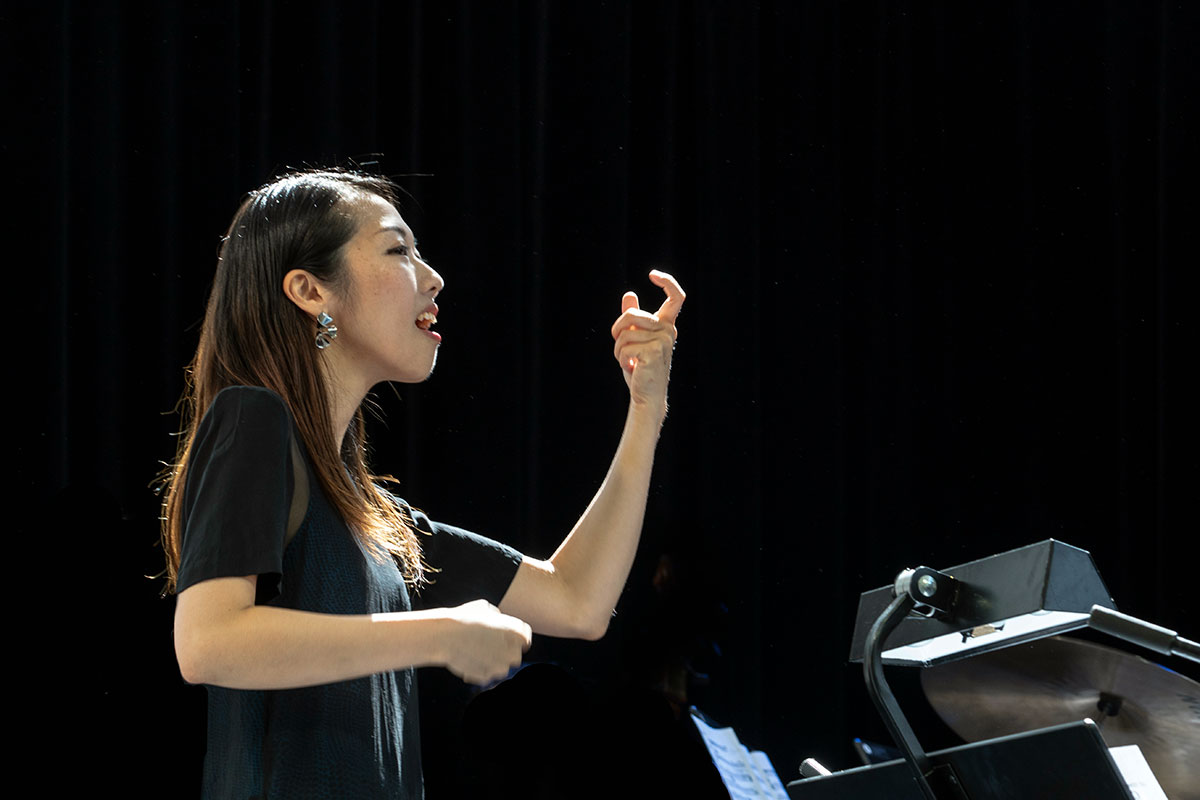
Miho Hazama, 2022

Miho Hazama (jap. 挾間 美帆 Hazama Miho, * 13. November 1986 in der Präfektur Tokio) ist eine japanische Musikerin (Piano, Arrangement Komposition, Orchesterleitung) des Modern Jazz. Seit 2019 ist sie die Chefdirigentin der DR Big Band.

## Leben und Wirken
Hazama, die aus Tokio stammt, begann ihre professionelle Karriere 2007 als Orchestratorin/Arrangeurin für den Jazzpianisten Yosuke Yamashita. Seitdem arbeitete sie mit Vince Mendoza, Ryuichi Sakamoto und Shiro Sagisu sowie für die japanische Fernsehsendung Untitled Concert. Im Alter von 23 Jahren schloss sie ihr klassisches Kompositionsstudium in Japan ab. Während ihres dortigen Studiums verfasste sie sinfonische Kompositionen für das Tokyo Philharmonic Orchestra, das Tokyo Kosei Wind Orchestra und akademische Formationen. Mit 24 Jahren zog sie nach New York City, um dort Jazzkomposition zu studieren. 2012 schloss sie ihr Studium an der Manhattan School of Music bei Jim McNeely, Maria Schneider und Vince Mendoza mit Auszeichnung ab.
Im selben Jahr nahm Hazama ihr Debütalbum Journey to Journey mit ihrem M_Unit-Ensemble, einem 13-köpfigen Kammerorchester, auf; 2015 folgte mit derselben Formation das Album Time River. Im Oktober 2017 entstand im Bimhuis das Livealbum The Monk: Live at Bimhuis, bei dem Hazama das Metropole Orkest leitete. Ihr drittes Studioalbum Dancer in Nowhere erschien 2018. Im selben Jahr leitete sie für mehrere Konzerte mit Theo Bleckmann die WDR Big Band.
2019 wurde sie zur neuen Chefdirigentin der dänischen DR Big Band ernannt, die sie zuvor bereits bei mehreren Gelegenheiten geleitet hatte. Seit August 2020 ist sie außerdem permanente Gastdirigentin des Metropole Orkest.

## Preise und Auszeichnungen
Hazama gewann 2011 einen ASCAP Foundation Young Jazz Composer Award und 2015 den Charlie Parker Jazz Composition Prize der BMI Foundation. Ihr Debütalbum Journey to Journey wurde als Album des Jahres von  der Zeitschrift Jazz Japan ausgezeichnet, außerdem erhielt es positive Rezensionen von National Public Radio, Down Beat und JazzTimes. Ihr drittes Album Dancer in Nowhere erhielt Ende 2019 eine Grammy-Nominierung in der Kategorie Best Large Jazz Ensemble Album.

## Diskografie
| Jahr | Titel                     | Label     | Anmerkung/Besetzung                                |
| ---- | ------------------------- | --------- | -------------------------------------------------- |
| 2013 | Journey to Journey        | Verve     | mit m_unit                                         |
| 2015 | Time River                | Verve     | mit m_unit, Gil Goldstein, Joshua Redman           |
| 2018 | The Monk: Live At Bimhuis | Sunnyside | mit Metropole Orkest Big Band                      |
| 2019 | Dancer In Nowhere         | Verve     | mit m_unit, Lionel Loueke, Nate Wood, Kavita Shah  |
| 2020 | Tributes                  | ACT Music | Marius Neset, DR Big Band conducted by Miho Hazama |
| 2021 | Imaginary Visions         | Edition   | mit DR Big Band                                    |
| 2023 | Beyond Orbits             | Edition   | mit m_unit                                         |